# Єрсон Чакон
Єрсон Чакон (ісп. Yerson Chacón, нар. 4 червня 2003, Сан-Кристобаль) — венесуельський футболіст, нападник кіпрського клубу АЕК (Ларнака), який грає в оренді з клубу «Депортіво Тачира», та національної збірної Венесуели. Володар Кубка Кіпру.

## Клубна кар'єра
Єрсон Чакон народився 2003 року в місті Сан-Кристобаль, та є вихованцем футбольної школи клубу «Депортіво Тачира». У 2018 році Чакон розпочав грати в основній команді клубу, в якій грав до 2024 року, взявши участь у 115 матчах чемпіонату. З 2024 року футболіст грає в оренді в кіпрському клубі АЕК (Ларнака). У складі команди венесуельський футболіст у сезоні 2024—2025 років став володарем Кубка Кіпру.

## Виступи за збірні
У 2019 році Єрсон Чакон дебютував у складі юнацької збірної Венесуели, загалом на юнацькому рівні взяв участь у 1 іграх.
Протягом 2022—2023 років футболіст грав у складі молодіжної збірної Венесуели. На молодіжному рівні зіграв у 22 офіційних матчах, забив 1 гол.
У 2022 році Єрсон Чакон провів свій єдиний матч у складі національної збірної Венесуели.

## Титули і досягнення
- Володар Кубка Кіпру (1):

АЕК (Ларнака): 2024–2025